# Ускорение (фильм, 2015)
«Ускорение» (англ. Momentum) — южноафриканско-американский триллер-боевик 2015 года, дебютный фильм режиссёра Стивена Кампанелли с Ольгой Куриленко, Морганом Фрименом и Джеймсом Пьюрфоем в главных ролях.
Мировая премьера состоялась на Кинофестивале Фант-Азия 2015 года. Премьера в кинотеатрах США состоялась 16 октября 2015, России — 23 июля.

## Сюжет
Первоклассная воровка с загадочным прошлым Алекс (Ольга Куриленко) долгие годы скрывалась в тени под множеством псевдонимов, берясь за самые выгодные дела. Однажды девушка решает уйти из опасного бизнеса, желая начать новую жизнь. Однако к ней с очень заманчивым предложением обращается бывший напарник, предлагая вернуться к грабежам ради последнего дела — ограбить хранилище и забрать бесценную горсть бриллиантов. При попытке угона партии бриллиантов в Кейптауне налётчики ссорятся, срабатывает сигнализация. Алекс очень быстро догадывается, что настоящая цель этого рискованного преступления — вовсе не бриллианты.
Вскоре на Алекс открывает охоту секретная организация, однако нужны им не камни, а информация, хранившаяся рядом с ними. Воровка становится мишенью для наёмников сенатора. Её преследует профессиональный убийца мистер Вашингтон и несколько его напарников. Теперь Алекс должна выяснить истинные мотивы того ограбления, раскрыть все тайны организации, которая преследует её, и выйти на руководителей агентства.

## В ролях
- Ольга Куриленко — Алексис (Алекс) Фарадей
- Джеймс Пьюрфой — мистер Вашингтон
- Ли-Энн Саммерс — Пенни Фуллер
- Хломла Дандала — мистер Мэдисон
- Морган Фримен — сенатор
- Карл Танинг[англ.] — Даг Макартур
- Шелли Николь — мисс Клинтон

## Критика
Фильм получил в целом негативные отзывы кинокритиков. На сайте Rotten Tomatoes фильм имеет рейтинг 28 % на основе 29 рецензий со средним баллом 3,9 из 10. На сайте Metacritic фильм имеет оценку 18 из 100 на основе 6 рецензий критиков, что соответствует статусу «подавляющие негативные отзывы».